# Brian K. Vaughan
Pour les articles homonymes, voir Vaughan.
 (novembre 2018).
Brian K. Vaughan, né en 1976 à Cleveland (Ohio), est un scénariste de comics américain connu pour ses comics Y, le dernier homme, Ex machina, Runaways, Les Seigneurs de Bagdad et Saga.

## Biographie
Brian K. Vaughan a attiré l'attention par la série Y, le dernier homme (Y, The Last Man) créée avec Pia Guerra et publiée sous le label Vertigo de DC Comics.
Après ce succès, il a été recruté par Marvel lors du lancement de sa ligne Tsunami, censée surfer sur la vague manga, pour lancer les séries Mystique et Runaways.
Mystique, mutante métamorphe, ennemie des X-Men, sera traitée comme une série d'espionnage (en phase avec l'engouement pour des séries télé comme Alias) profitant du côté ambigu du personnage. Brian commencera avec le dessinateur Jorge Lucas (jusqu'à l'épisode 6 US), puis Michael Ryan, avant de laisser la main à Sean Mc Keever et Manuel Garcia qui achèveront la série.
Runaways, elle, est une création avec Adrian Alphona, qui raconte l'histoire d'un groupe d'adolescents qui fuient leurs parents criminels. Le traitement est plus que rafraîchissant, mais, malgré un succès critique, la série ne trouve pas son public. Elle a été relancée depuis, sous de meilleurs auspices.
À côté de ces activités pour Marvel Comics, le scénariste a développé, avec le dessinateur Tony Harris, la série Ex machina, qui raconte les péripéties d'un ex-super-héros devenu maire de New York.
Il a également été le scénariste de Ultimate X-Men, un des titres de la gamme Ultimate Marvel, qui revisite les aventures des héros de l'éditeur.
Il rejoint l'équipe des scénaristes de la série Lost. Il est également producteur et showrunner dans la série télévisée Under the Dome. Après avoir commencé à développer un film sur Runaways, il devient consultant quand le projet devient une série télévisée, Marvel's Runaways, pour Hulu.

## Publications
Les titres suivis d'un* ont été traduits en français.

### Marvel Comics
Runaways *
Ultimate X-Men (#46-#65) *
Mystique (#1-12) *
X-Men Icons: Cyclope
X-Men Icons: Chamber
Spider-Man/Docteur Octopus : Negative Exposure *
The Hood *

### DC Comics(VertigoetWildStormcompris)
Green Lantern : Circle of Fire
Young Justice : Sins of Youth
Swamp Thing (Vol. 3)
Y: The Last Man *
Ex machina *
Les Seigneurs de Bagdad * (dessiné par Niko Henrichon)

### Image Comics
Saga avec Fiona Staples au dessin (2012 – 2018, en 54 épisodes et 9 tomes).
Paper Girls avec Cliff Chiang au dessin (2015 – 2019 en 30 épisodes et 6 tomes).
We Stand On Guard avec Steve Skroce au dessin (2015), paru en Français chez Urban Comics en 2018.

### Autres
Brian a écrit quelques histoires courtes et épisodes occasionnels pour les titres suivants : Tom Strong (America's Best Comics), Batman, Captain America, Wolverine, JLA, Wonder Woman, The Escapist, Ka-Zar et 9-11 le comics hommage aux attentats du 11 septembre 2001.
Il a également fait un one-shot qui se passe dans l'univers du comics de Robert Kirkman, Walking Dead nommé The Walking Dead : The Alien qui se passe à Barcelone en Espagne et est sorti uniquement en version numérique à un prix allant de 0€ à ce que l'on souhaite donner pour soutenir la plateforme Panel Syndicate, qui permet que les œuvres aillent du (des) créateur(s) aux lecteurs directement[style à revoir].

## Prix et récompenses
- 2005 : prix Eisner de la meilleure nouvelle série pour Ex machina (avec Tony Harris et Tom Feister)
- 2006 : prix Harvey de la meilleure série pour Les Fugitifs (avec Adrian Aphona)
- 2007 : prix Harvey du meilleur album pour Les Seigneurs de Bagdad (avec Niko Henrichon)
- 2008 :
  - Prix Eisner de la meilleure série pour Y, le dernier homme (avec Pia Guerra et Jose Marzan, Jr.) ; du meilleur scénariste pour Y, le dernier homme, Ex machina, Les Fugitifs et Ultimate X-Men ; de la meilleure nouvelle série pour Buffy contre les vampires, Saison huit (avec Joss Whedon, Georges Jeanty et Andy Owens)
  - Prix Harvey du meilleur scénariste pour Y, le dernier homme
- 2010 : prix Harvey du meilleur épisode pour Y, le dernier homme n°60 (avec Pia Guerra)
- 2013 :
  - Prix Eisner de la meilleure série et de la meilleure nouvelle série pour Saga (avec Fiona Staples) ; du meilleur scénariste pour Saga
  - Prix Harvey de la meilleure nouvelle série, de la meilleure série (tous deux avec Fiona Staples) et du meilleur scénariste pour Saga ; du meilleur épisode pour Saga n°1 (avec Fiona Staples)
  - Prix Hugo de la meilleure histoire graphique pour Saga, vol. 1 (avec Fiona Staples)
- 2014 : prix Eisner de la meilleure série (avec Fiona Staples) et du meilleur scénariste pour Saga
  - Prix Harvey de la meilleure série (avec Fiona Staples) et du meilleur scénariste pour Saga
- 2015 : prix Eisner de la meilleure série (avec Fiona Staples) pour Saga et de la meilleure bande dessinée en ligne (avec Marcos Martín) pour The Private Eye
  - Prix Harvey de la meilleure bande dessinée en ligne (avec Marcos Martín et Muntsa Vicente) pour The Private Eye ; de la meilleure série (avec Fiona Staples) pour Saga
- 2016 :
  - Prix Eisner de la meilleure nouvelle série pour Paper Girls (avec Cliff Chiang)
  - Prix Harvey de la meilleure série (avec Fiona Staples) et du meilleur scénariste pour Saga ; de la meilleure nouvelle série pour Paper Girls (avec Cliff Chiang)
- 2017 : prix Eisner de la meilleure série pour Saga (avec Fiona Staples) ; du meilleur scénariste pour Saga et Paper Girls
- 2018 : prix Harvey du livre numérique de l'année (avec Marcos Martín et Muntsa Vicente) pour Barrier
- 2024 : prix Hugo de la meilleure histoire graphique pour Saga, vol. 11 (avec Fiona Staples)

### Documentation
- (en) Jeff McLaughlin, « Vaughan, Brian K. », dans M. Keith Booker (dir.), Encyclopedia of Comic Books and Graphic Novels, Santa Barbara, Grenwood, 2010, xxii-xix-763 (ISBN 9780313357466, lire en ligne), p. 663-664.
- (en) Brian K. Vaughan (int. Sean T. Collins), « The Brian K. Vaughan Interview », dans The Comics Journal n°295, Fantagraphics, janvier 2009, p. 32-71.
- Philippe Peter, « We stand on guard : résister jusqu'au bout », dBD, no 126,‎ septembre 2018, p. 74.
- Philippe Peter, « Barrier : histoire d'une frontière », dBD, no 139,‎ décembre 2019 - janvier 2020, p. 116.